# Thomas Ulsrud
Thomas Ulsrud (* 21. Oktober 1971 in Oslo; † 24. Mai 2022 ebenda) war ein norwegischer Curler. Er spielte auf der Position des Skip.

## Karriere
Ulsrud begann seine internationale Karriere bei der Juniorenweltmeisterschaft 1985 als Lead im schwedischen Team um Bjørn Ulshagen. 1988 spielte er als Skip und gewann bei der Juniorenweltmeisterschaft die Bronzemedaille.
1997 spielte er erstmals bei einer Europameisterschaft der Erwachsenen und kam als Skip mit seinem Team auf den vierten Rang. Seine erste Medaille bei diesem Wettbewerb gewann er 2002, als er auf den dritten Platz kam.
Seine erste Weltmeisterschaft spielte er 1998. Die erste Medaille gewann er 2006 durch einen Sieg im Spiel um Platz 3 gegen das US-amerikanische Team von Pete Fenson. Bei der Europameisterschaft 2007 gewann er seine erste Silbermedaille und auch 2008 kam er auf den zweiten Platz. Im gleichen Jahr gewann er bei der Weltmeisterschaft wieder die Bronzemedaille, diesmal durch einen Sieg im Spiel um Platz 3 gegen China mit Wang Fengchun. Im darauffolgenden Jahr gewann er seine dritte Bronzemedaille bei diesem Wettbewerb; im Spiel um Platz 3 besiegte er mit seiner Mannschaft das Schweizer Team mit Ralph Stöckli. Bei der Europameisterschaft 2009 in Aberdeen gewann Ulsrud die Bronzemedaille. Die Round Robin hatte das Team noch als Erster abgeschlossen, verlor danach aber das Page-Playoffs-Spiel gegen Schweden und das Halbfinale gegen Schottland.
Bei den Olympischen Winterspielen 2010 in Vancouver konnte er mit seinem Team die Silbermedaille gewinnen. Im Halbfinale konnten sie dabei das Schweizer Team um Skip Markus Eggler mit 7:5 bezwingen. Das Finalspiel gegen Kanada mit Skip Kevin Martin verloren sie dann jedoch mit 3:6. Bei den darauf folgenden Weltmeisterschaften in Cortina d’Ampezzo 2010 musste er bereits vor dem ersten Spiel erkrankt abreisen. Als Skip wurde er von Torger Nergård vertreten.
Seine erste Goldmedaille bei einem internationalen Wettbewerb gewann Ulsrud an der Europameisterschaft 2010 in Champéry, wo er im Finale das Team aus Dänemark um Skip Rasmus Stjerne mit 5:3 besiegte. Diesen Titel konnte er ein Jahr später bei der Europameisterschaft 2011 in Moskau verteidigen. Das Finalspiel gegen Schwedens Team um Niklas Edin endete 7:6 für Ulsrud und sein Team. Im darauffolgenden Jahr kam es zu einer Wiederholung dieser Finalpaarung; diesmal aber setzte sich Edin durch. Die Silbermedaille gewann Ulsrud auch 2013 nach einer Finalniederlage gegen das Schweizer Team um Sven Michel. 2014 musste er sich wiederum Niklas Edin im Finale geschlagen geben. Dafür gewann er in jenem Jahr seine einzige Goldmedaille bei der Weltmeisterschaft in Peking mit einem 8:3-Sieg über Schwedens Team um Oskar Eriksson.
Bei den Olympischen Winterspielen 2014 gelang es ihm nicht, seine olympische Silbermedaille zu verteidigen. Bei seiner zweiten Olympiateilnahme belegte er nach der Round Robin nur den fünften Platz und konnte daher nicht in die Finalrunde einziehen.
Auch bei der Weltmeisterschaft 2015 gelang ihm die Titelverteidigung nicht. Zwar zog er mit seiner Mannschaft wieder in das Finale ein, musste sich dort aber dem schwedischen Team um Niklas Edin geschlagen geben. Bei der Europameisterschaft 2015 gewann er nach drei Silbermedaillen in Folge die Bronzemedaille. Die Weltmeisterschaft 2016 war weniger erfolgreich; Ulsrud kam mit seiner Mannschaft nur auf den fünften Platz. Besser lief es bei der Europameisterschaft im gleichen Jahr, bei der er wieder in das Finale einziehen konnte, aber dann einmal mehr dem schwedischen Team von Niklas Edin unterlag. Bei der Europameisterschaft 2017 kam er in das Spiel um Platz 3, verlor dieses aber gegen die Schweizer Mannschaft um Peter de Cruz. Für die Weltmeisterschaft 2017 konnte er sich hingegen erstmals seit Jahren nicht qualifizieren; für Norwegen trat das Team von Steffen Walstad an.
Durch den vierten Platz bei der Europameisterschaft 2017 erfüllte Ulsrud die Nominierungsbedingungen des norwegischen Verbandes und vertrat mit seiner Mannschaft Norwegen beim Wettbewerb der Herren bei den Olympischen Winterspielen 2018 in Pyeongchang. Bei seiner dritten Olympiateilnahme kam er mit seinen Teamkollegen nach vier Siegen und fünf Niederlagen in der Round Robin  auf den sechsten Platz und verpasste den Einzug in die Finalrunde.

## Privatleben
Ulsrud war verheiratet und hatte einen Sohn. Hauptberuflich arbeitete er als Manager. Im Dezember 2020 wurde bei ihm eine Krebserkrankung diagnostiziert, die er nicht öffentlich machte. Er starb am 24. Mai 2022 in seiner Wohnung im Alter von 50 Jahren an den Folgen der Erkrankung.

## Teammitglieder
- Torger Nergård
- Christoffer Svae
- Håvard Petersson